# Joseph Mkasa Balikuddembé
Joseph Mkasa Balikuddembé, ou saint Joseph Mukassa, né vers 1860 à Mawokota, mort le 15 novembre 1885 à Kasubi, est un laïc chrétien au royaume du Buganda (en actuel Ouganda). Page puis majordome de la cour, il devient le conseiller du roi Mwanga. 
Converti au christianisme, il professe la religion chrétienne, reproche au roi ses meurtres et ses actes pédophiles envers les pages dont il a la charge. Le roi Mwanga le condamne à mort. Il est le premier du groupe des martyrs de l'Ouganda. Béatifié en 1920 par le pape Benoît XV, il est canonisé en 1964 par Paul VI. Il est fêté le 15 novembre.

## Biographie

### Enfance
Mkasa ou Mukasa Balikuddembé est né vers 1860 dans le comté de Mawokota, sur les rives du lac Victoria, au Buganda,,. Il est le fils de Kajwayo, du clan des Kayozi, et de Njuba-eseta une de ses huit femmes, cousine de Mazinga,.
Selon la coutume régionale d'une éducation éloignée des siens, Mkasa est envoyé vers l'âge de six ans chez un certain Kabazzi ou Kabadzi, qui le traite comme un de ses enfants,. Il grandit bien, de bonne taille pour son âge, sportif et intelligent.

### Page du roi, conversion au christianisme

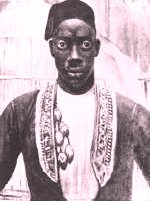
Le roi Muteesa

Vers 1874, âgé d'environ quatorze ans, Mukasa est présenté au roi du Buganda, Muteesa Ier, pour être un de ses pages. Après avoir été présenté au roi, il est confié au majordome Kaddu, qui lui enseigne ses devoirs à la cour. La cour royale est alors à Kasubi, près de Kampala. 
Le majordome confie bientôt à Mukasa la direction d'un groupe de pages. Son service donne satisfaction, Mukasa est populaire parmi les autres pages, et sert bientôt dans les appartements privés du roi,. Alors âgé de vingt ans, il montre sa pleine maturité d'esprit, et le roi le prend comme intendant. 
Les missionnaires d'Afrique arrivent dans le pays en 1879. Mukasa avait auparavant fréquenté des Musulmans et des Protestants. Mukasa est inscrit au catéchisme en 1880, puis baptisé par le P. Siméon Lourdel le 30 avril 1882,,, par dérogation au principe de quatre années préalables de catéchisme ; il reçoit « Joseph » comme nom de baptême.

### Majordome, responsable des pages, conseiller du roi
Des motifs de sécurité obligent les missionnaires à s'éloigner de 1882 à juillet 1885. Pendant ce temps, Joseph Mukasa devient l'animateur de la communauté des pages chrétiens, les instruit dans la foi, et veille à leur bien-être. Par son exemple et son enseignement religieux, il gagne beaucoup de jeunes à la foi chrétienne. Il est aussi l'intendant préféré du roi Muteesa jusqu'à sa mort en 1884.

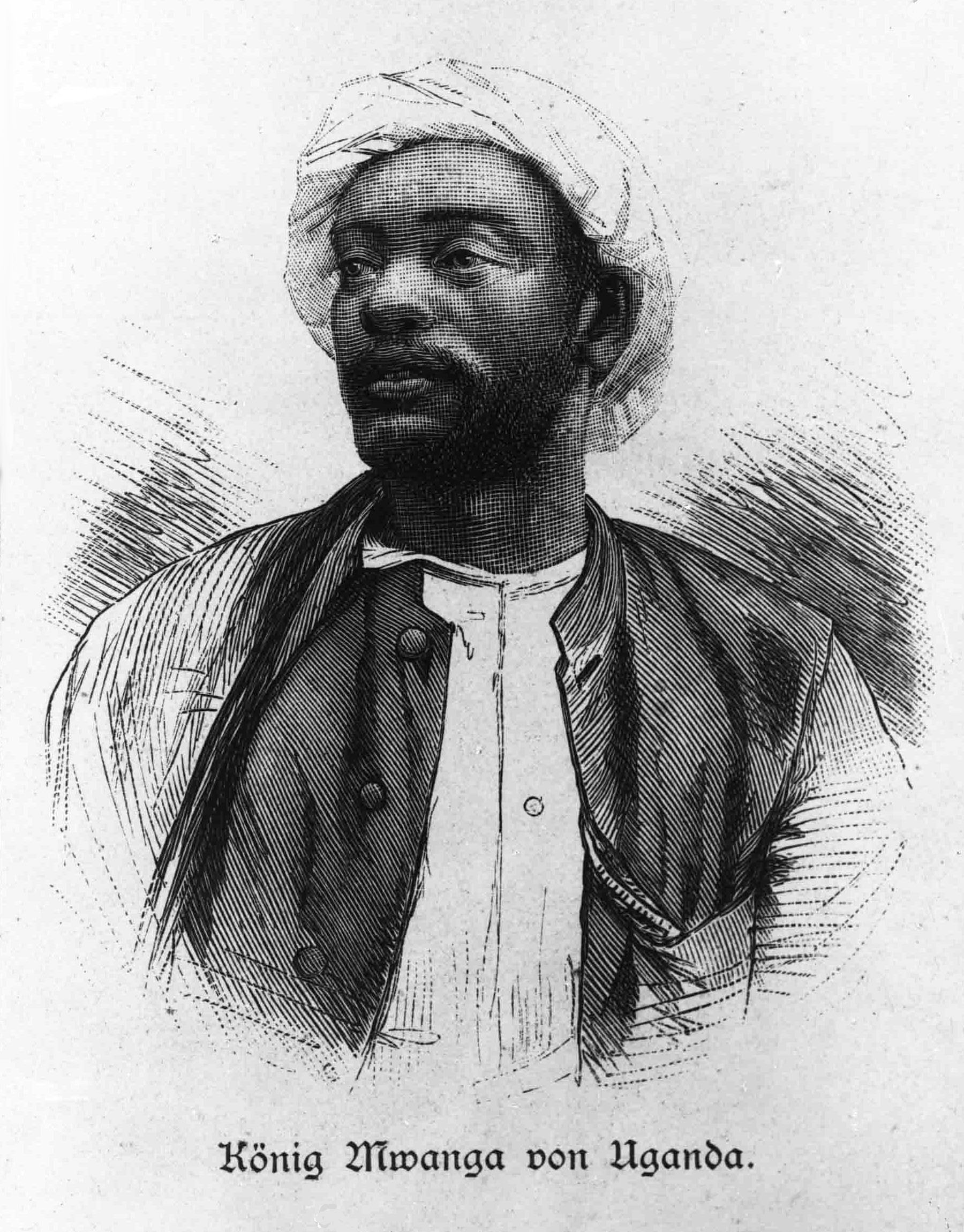
Le roi Mwanga II.

Lorsque le jeune roi Mwanga II prend la succession à seize ans, il garde Joseph Mukasa comme intendant personnel, et le nomme même majordome. 
Le roi Mwanga le choisit aussi comme conseiller pour ses affaires personnelles, et donne même à Joseph Mukasa la permission de le reprendre s'il ne juge pas son action correcte. À ce titre de conseiller, Joseph Mukasa intervient à plusieurs reprises. Il peut ainsi intercéder positivement pour Sarah Nalwanga, convertie au christianisme anglican, qui était condamnée à mort. Début 1885, il permet au roi d'éviter un complot mortel à son encontre,.
Mais d'autres conseillers de Mwanga lui affirment que les chrétiens sont une menace pour son pouvoir. Mwanga se laisse convaincre, et demande que les chrétiens renoncent à leur foi, sous peine de mort ou d'être torturés. Le roi veut aussi que les pages se soumettent à ses pratiques pédophiles ; beaucoup de pages refusent et vont se cacher. 
Lorsque trois pages anglicans sont martyrisés le 31 janvier 1885, Joseph le reproche vivement au roi et lui demande d'être respectueux. Comme responsable des pages, il veut les protéger des pratiques homosexuelles et pédophiles du souverain ; il demande aussi au roi de renoncer à ses amulettes ; de plus, les séances de catéchisme qu'il organise déplaisent au roi. Et lorsque Mwanga projette de tuer un évêque anglican de passage, le 28 octobre il appelle auprès de lui Joseph Mukasa ; celui-ci le supplie de ne pas tuer l'êvêque, mais en vain : l'évêque Harrington est quand même assassiné le lendemain 29 octobre, la nouvelle en parvient cinq jours plus tard à la cour.

### Condamnation à mort, exécution
Le mois suivant, le roi Mwanga accuse les catholiques d'avoir voulu l'empoisonner, en prenant prétexte d'un médicament prescrit par le P. Lourdel. Pendant toute une nuit, Mwanga fait part à Joseph Mukasa de tout ce qu'il a contre lui, notamment les reproches que lui a adressés Joseph pour la mort de l'évêque, et que Joseph l'empêche de faire ce qu'il veut avec les jeunes pages.
Le lendemain, le matin du 15 novembre 1885, Joseph Mukasa sert la messe et reçoit la communion des mains du P. Lourdel,. Le roi Mwanga le fait appeler et le condamne à mort, expliquant que c'est à cause de sa foi. Joseph est alors emmené près de la rivière Nakivubo. Il pardonne au roi et à ses ennemis, puis doit normalement être brûlé vif, mais le bourreau, impressionné par les paroles de Joseph, préfère le décapiter. Son corps est ensuite brûlé sur le bûcher,. Il avait vingt-cinq ans ; il est le premier du groupe des vingt-deux martyrs de l'Ouganda.

## Béatification et canonisation

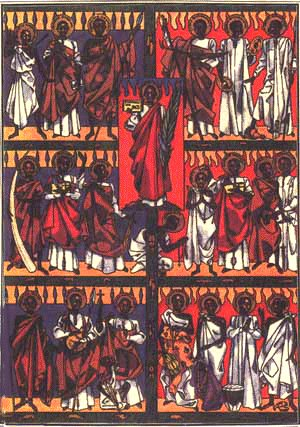
Ensemble du groupe des martyrs de l'Ouganda, béatifiés en 1920, canonisés en 1964.

Joseph Mkasa est reconnu martyr. Le pape Benoît XV le béatifie le 6 juin 1920, avec le groupe des martyrs de l'Ouganda. 
Il est ensuite canonisé par le pape Paul VI à Rome le 18 octobre 1964. Saint Joseph Mkasa Balikuddembé est fêté liturgiquement le 15 novembre.
À Namugongo, un des vingt-deux piliers de la basilique des Martyrs de l'Ouganda est en son honneur. À l'intérieur de la basilique, un vitrail le représente, comme chacun des autres martyrs.